# 更多马德里

更多马德里标志

更多马德里（英語：Más Madrid）是西班牙的一个进步主义地区性政党，由马努埃拉·卡梅纳和伊尼戈·埃雷洪共同创建。该党的主要政治力量集中在马德里市。
该党主张绿色政治，曾与持类似理念的政党如生态绿党和欧洲绿党成员开展合作。在政治光谱中，该党处于左翼至极左翼之间。
该党最初是围绕马努埃拉·卡梅纳组建的一个选举平台，成立于2018年11月22日，旨在接替“现在马德里”，以支持卡梅纳参加2019年马德里市议会选举的连任竞选。2019年1月，在由伊尼戈·埃雷洪宣布与卡梅纳联手参加2019年马德里自治区选举而引发的政治危机中，“'更多马德里”一度威胁要在马德里自治区造成“我们能”党内的重大分裂。
目前，该党是马德里议会和马德里市议会中的主要反对党，在后者中，它还拥有最大的党团。它已经取代西班牙工人社会党成为马德里的主要左翼力量。